# 臺北市政府法務局
臺北市政府法務局（簡稱法務局），2012年成立，是臺北市政府所屬一級機關。

## 歷史
2012年9月18日，因應臺北市政府各項法制與行政救濟業務之整合，臺北市政府法規委員會與臺北市政府訴願審議委員會合併成立臺北市政府法務局。

## 組織架構

### 局本部
- 局長
  - 副局長
  - 主任秘書

### 內部單位
- 綜合企劃科：本市法制、訴願業務規劃及宣導、議事、法令發布、新聞聯繫、法規整理編印、法制人員在職進修與訓練規劃、一般行政法規研究，各機關法規之研議、解釋及訴訟協助等事項。
- 法令事務第一~三科：各機關法規之研議、解釋及訴訟協助等事項。
- 行政救濟第一~三科：辦理不服各機關之訴願案件及訴願輔導等業務。
- 消費者服務中心：消費爭議第一次申訴處理、消費者保護綜合行政及消費者保護法令諮詢等業務。
- 消費者保護官室：消費爭議第二次申訴處理及調解、消費安全稽查及教育宣導等業務。
- 秘書室：文書、檔案、出納、總務、財產之管理，資訊、公關等業務及不屬於其他各單位事項。
- 會計室：辦理歲計、會計及統計事項。
- 人事室：辦理人事管理事項。
- 政風室：辦理政風事項。
- 採購申訴審議委員會：辦理政府採購廠商申訴案件及履約爭議調解案件之處理。

## 歷任局長
| 任次 | 姓名   | 就任時間       | 備註       |
| ---- | ------ | -------------- | ---------- |
| 1    | 蔡立文 | 2012年9月18日  |            |
| 2    | 楊芳玲 | 2014年12月25日 | 姚立明妻子 |
| 3    | 袁秀慧 | 2016年10月25日 |            |
| 4    | 連堂凱 | 2022年12月25日 | 現任       |

## 外部連結
- 臺北市政府法務局 （页面存档备份，存于）